# レン・ワイリー
ジェームズ・レンウィック・ワイリー（James Renwick Wylie、1861年12月14日 - 1951年8月17日）は、アメリカ合衆国のプロ野球選手である。

## 人物
1882年8月11日にピッツバーグ・アレゲニーズのセンターフィールダーとしてメジャーリーグ・ベースボールに1試合出場し、3打数無安打だった。引退後彼は1915年から1918年までペンシルベニア州下院議員も務め、ビーバー郡スポーツ殿堂の会員となった。